# Imoco Volley Conegliano
Imoco Volley es un club de voleibol femenino italiano fundado en Conegliano, perteneciente a la Serie A1 de la Liga Italiana de Voleibol. Es uno de los clubes de voleibol femenino italianos más exitosos, habiendo conseguido ocho títulos de liga, tres campeonatos europeos y tres mundiales, entre otras competencias.

## Historia
El club fue fundado el 15 de marzo de 2012, dos meses después de la quiebra de Spes Volley, el otro equipo de voleibol en Conegliano. En abril de 2012, adquirió una licencia de la Serie A1 de Parma Volley Girls, lo que significaba que el club comenzó a jugar directamente en la mejor liga italiana. Ha estado jugando bajo el nombre de Imoco Volley Conegliano desde su fundación en 2012.
El club ganó la Serie A1 por primera vez en 2015-16, ganando la Supercopa de Italia unos meses después, el 8 de diciembre de 2016.
El 5 de marzo de 2017, el club ganó la Copa de Italia por primera vez después de vencer a Liu Jo Nordmeccanica Modena 3-0 en la final.
En diciembre de 2019, el equipo fue campeón del Campeonato mundial de clubes de voleibol femenino de la FIVB.
En 2025 se consagró campeón de la Liga de Campeones europea, perdiendo solo dos sets a lo largo de toda la competencia. A este trofeo le sumó en la misma temporada el Campeonato Mundial de Clubes, la Supercopa de Italia, la Copa de Italia y el campeonato de Liga.

## Plantillas de equipo anteriores
Temporada 2020–2021
| N.º | Jugadora                  | Posición | Estatura (m) | Peso (kg) | Fecha de nacimiento       |
| --- | ------------------------- | -------- | ------------ | --------- | ------------------------- |
| 1   | Lara Caravello            | Libero   | 1.76         |           | 1994 de mayo del 4        |
| 3   | Lucille Gicquel           | Opuesta  | 1.89         | 69        | 1997 de noviembre del 13  |
| 4   | Božana Butigan            | Central  | 1.90         | 78        | 2000 de agosto del 19     |
| 5   | Robin de Kruijf           | Central  | 1.93         | 79        | 1991 de mayo del 5        |
| 7   | Raphaela Folie            | Central  | 1.85         | 69        | 1991 de marzo del 7       |
| 9   | Oghosasere Loveth Omoruyi | Punta    | 1.84         | 75        | 2002 de agosto del 25     |
| 10  | Monica De Gennaro         | Libero   | 1.72         | 63        | 1987 de enero del 8       |
| 11  | McKenzie Adams            | Punta    | 1.92         |           | 1992 de febrero del 13    |
| 13  | Giulia Gennari            | Armadora | 1.84         | 63        | 1996 de junio del 23      |
| 14  | Joanna Wołosz             | Armadora | 1.81         | 65        | 1990 de abril del 7       |
| 15  | Kimberly Hill             | Punta    | 1.93         | 68        | 1989 de noviembre del 30  |
| 17  | Miriam Sylla              | Punta    | 1.84         | 80        | 1995 de agosto del 1      |
| 18  | Paola Egonu               | Opuesta  | 1.93         | 79        | 1998 de diciembre del 18  |
| 19  | Sarah Fahr                | Central  | 1.94         | 84        | 2001 de septiembre del 12 |

Temporada 2019–2020
| N.º | Jugadora          | Posición | Estatura (m) | Peso (kg) | Fecha de nacimiento     |
| --- | ----------------- | -------- | ------------ | --------- | ----------------------- |
| 1   | Indre Sorokaite   | Opuesta  | 1.86         | 81        | 02 de julio de 1988     |
| 5   | Robin de Kruijf   | Central  | 1.93         | 79        | 05 de mayo de 1991      |
| 6   | Jennifer Geerties | Punta    | 1.86         | 56        | 05 de abril de 1994     |
| 7   | Raphaela Folie    | Central  | 1.85         | 69        | 7 de marzo de 1991      |
| 8   | Eleonora Fersino  | Libero   | 1.69         | 60        | 24 de enero de 2000     |
| 9   | Alexandra Botezat | Central  | 1.96         | 75        | 02 de agosto de 1998    |
| 10  | Monica De Gennaro | Libero   | 1.72         | 63        | 8 de enero de 1987      |
| 11  | Chiaka Ogbogu     | Central  | 1.89         | 73        | 15 de abril de 1995     |
| 12  | Terry Enweonwu    | Opuesta  | 1.86         | 86        | 12 de mayo de 2000      |
| 13  | Giulia Gennari    | Armadora | 1.84         | 63        | 23 de junio de 1996     |
| 14  | Joanna Wołosz     | Armadora | 1.81         | 65        | 01 de agosto de 1995    |
| 15  | Kimberly Hill     | Punta    | 1.93         | 68        | 30 de noviembre de 1989 |
| 17  | Miriam Sylla      | Punta    | 1.84         | 80        | 01 de agosto de 1995    |
| 18  | Paola Egonu       | Opuesta  | 1.90         | 79        | 18 de diciembre de 1998 |

| Equipo 2018-19 | Equipo 2018-19    | Equipo 2018-19 | Equipo 2018-19 | Equipo 2018-19 | Equipo 2018-19           |
| N.º            | Jugadora          | Posición       | Estatura (m)   | Peso (kg)      | Fecha de nacimiento      |
| -------------- | ----------------- | -------------- | -------------- | -------------- | ------------------------ |
| 1              | Miyu Nagaoka      | Opuesta        | 1.80           | 65             | 25 de julio de 1991      |
| 3              | Marta Bechis      | Armadora       | 1.81           | 68             | 04 de septiembre de 1989 |
| 4              | Megan Easy        | Punta          | 1.91           | 80             | 15 de octubre de 1988    |
| 5              | Robin de Kruijf   | Central        | 1.93           | 79             | 05 de mayo de 1991       |
| 6              | Elina Rodríguez   | Punta          | 1.89           | 79             | 11 de febrero de 1997    |
| 7              | Raphaela Folie    | Central        | 1.85           | 69             | 07 de marzo de 1991      |
| 8              | Eleonora Fersino  | Libero         | 1.69           | 60             | 24 de enero de 2000      |
| 9              | Karsta Lowe       | Opuesta        | 1.96           | 75             | 02 de febrero de 1993    |
| 10             | Monica De Gennaro | Libero         | 1.72           | 63             | 08 de enero de 1987      |
| 11             | Anna Danesi       | Central        | 1.95           | 77             | 20 de abril de 1996      |
| 12             | Martina Samadan   | Central        | 1.93           | 74             | 09 de noviembre de 1993  |
| 13             | Samanta Fabris    | Opuesta        | 1.88           | 79             | 08 de febrero de 1992    |
| 14             | Joanna Wołosz     | Armadora       | 1.81           | 65             | 07 de abril de 1990      |
| 15             | Kimberly Hill     | Punta          | 1.93           | 68             | 30 de noviembre de 1989  |
| 16             | Valentina Tirozzi | Punta          | 1.80           | 69             | 16 de marzo de 1986      |
| 17             | Miriam Sylla      | Punta          | 1.84           | 80             | 01 de agosto de 1995     |
| 18             | Gaia Moretto      | Central        | 1.92           | 74             | 19 de septiembre de 1994 |

## Personal
| Italia | Daniele Santarelli    | Entrenador             |
| Italia | Alessio Simone        | Vice entrenador        |
| Italia | Valerio Lionetti      | Asistente técnico      |
| Italia | Milo Zanardo          | Asistente técnico      |
| Italia | Elia Laise            | Oficial de estadística |
| Italia | Terry Rosini          | Entrenador físico      |
| Italia | Luca Vaccario         | Médico                 |
| Italia | Vito Lamberti         | Médico                 |
| Italia | Claudio Dalla Torre   | Médico                 |
| Italia | Alberto Vascellari    | Ortopedista            |
| Italia | Antonio Poser         | Fisioterapeuta         |
| Italia | Carlo Stefano Ramponi | Fisioterapeuta         |
| Italia | Davide Venturin       | Fisioterapeuta         |

## Honores
- Campeonato Mundial de Clubes de la FIVB: 3
  - 2019, 2022, 2024
- Liga de Campeones: 3
  - 2020-21, 2023-24, 2024-25
- Serie A1: 8
  - 2015–16, 2017–18, 2018–19, 2020–21, 2021–22, 2022–23, 2023–24, 2024–25
- Coppa Italia: 7
  - 2016–17, 2019–20, 2020–21, 2021–22, 2022–23, 2023–24, 2024–25
- Super copa italiana: 8
  - 2016, 2018, 2019, 2020, 2021, 2022, 2023, 2024